# Шувалов, Евграф Сергеевич
Евграф Сергеевич Шувалов (1912—1985) — советский художник декоративно-прикладного искусства. Член СХ СССР (1961). Лауреат Государственной премии РСФСР имени И. Е. Репина (1983). Заслуженный художник РСФСР (1969). Народный художник РСФСР (1977).

## Биография
Родился 10 декабря 1912 года в городе Дятьково.
С 1929 года Е. С. Шувалов начал свою трудовую деятельность в должности относчика и ученика живописного цеха
С 1931 по 1935 годы обучался в Пермском художественно-педагогическом техникуме. С 1935 года работал мастером, с 1950 по 1961 годы — художником и с 1961 по 1974 годы — главным художником на Дятьковском хрустальном заводе.
С 1952 года Е. С. Шувалов был участником многочисленных отечественных и зарубежных художественных выставок: республиканские — II, III и VII республиканские выставки «Советская Россия» (1960, 1965 и 1985), «Искусство в быт» (1960), зональные — I, II, III, IV, V и VI зональные выставки «Край Чернозёмный» (1964, 1967, 1969, 1974, 1980 и 1984). Участник зарубежных выставок, проходивших в таких городах и странах как: Лейпциг (1955), Будапешт (1956), Хельсинки (1957), КНР, Нью-Йорк и Брюссель (1958), Брно (1959), Рио-де-Жанейро (1960), Осака (1968), Познань (1969), Кюстендил (1977).
Наиболее значимые работы Е. С. Шувалова: сервизы — «Банкетный» (хрусталь; заказ Совета Министров СССР для сервировки правительственных приёмов в Кремле), «Цепочка» и «Солнечный», наборы из бокалов — «Подарочные» и «Паутинка», декоративная композиция — «Русское поле» и «Золотая чеканка», декоративная пластика «Русское поле». Большинство работ Е. С. Шувалова были отмечены Государственном знаком качества СССР.
В 1961 году становится членом Союза художников СССР.
В 1983 году «за создание серии художественных изделий из хрусталя и стекла» Е. С. Шувалов был удостоен Государственной премии РСФСР имени И. Е. Репина.
В 1969 году Указом Президиума Верховного Совета РСФСР Е. С. Шувалову было присвоено почётное звание Заслуженный художник РСФСР, в 1977 году — Народный художник РСФСР.
Умер 10 октября 1985 года в родном городе Дятьково.

## Награды

### Звания
- Народный художник РСФСР (1977 — «за большие заслуги в области искусства»)
- Заслуженный художник РСФСР (1969)

### Премии
- Государственная премия РСФСР имени И. Е. Репина (1983 — «за создание серии художественных изделий из хрусталя и стекла»)